# Rimski kalendar
Rimski kalendar je malo drugačiji od našeg današnjeg koji ima 12 mjeseci. U starorimsko doba godina je počinjala u proljeće (s ožujkom), a trajala je deset mjeseci. Nazivi mjeseci bili su:
- 1. Martius (31 dana)
- 2. Aprilis (30 dana)
- 3. Maius (31 dana)
- 4. Junius (30 dana)
- 5. Quintilis (31 dana)
- 6. Sextilis (30 dana)
- 7. September (30 dana)
- 8. October (31 dana)
- 9. November (30 dana) i
- 10.December (30 dana)

Datiranje je bilo ab urbe condita.